# جون تشارلز هينز
جون تشارلز هينز هو سياسي أمريكي، ولد في 26 مايو 1818 في ديرفيلد في الولايات المتحدة، وتوفي في 4 يوليو 1896 في وكغن في الولايات المتحدة. نشط حزبياً في الحزب الديمقراطي. وقد انتخب عضو مجلس ولاية إلينوي ‏ وانتخب عمدة شيكاغو ‏.